# 화성동탄경찰서 성범죄 강압수사 사건
화성동탄경찰서 성범죄 강압수사 사건은 2024년 6월 24일, 화성동탄경찰서에 벌어진 성범죄 관련 무고 사건이다. 50대 여성이 헬스장 여자 화장실에서 누군가 자신을 훔쳐봤다는 진술을 토대로 경찰이 무고한 20대 남성을 성범죄 피의자로 몰아가면서 벌어졌다. 이에 대한민국 헌법 제27조 4항에서 명시한 무죄추정의 원칙을 벗어난, 성범죄에 대한 유죄추정의 원칙 적용 논란과 경찰의 강압적인 대응에 대한 갑론을박이 벌어졌으며 한동훈, 나경원 등 정치인들도 억울한 처벌이 이루어져서는 안된다면서 수사 상황을 비판했다.
2024년 6월 28일에 신고자는 허위사실임을 자백했으며 용의자로 몰린 20대 남성에 대해 '혐의없음'으로 사건을 종결하였다.

※떳떳하면 가만히 있으라고 했던 유*정 경사는 피해남성에게 사과를 했지만 여청강력팀의 한명은 똥씹은 표정으로 일관하였고 변명하려고 피해남성의 말하는 중간중간에 말 자르는 만행을 보였다.

## 유사 사건
미디어에 소개되지 않았을 뿐, 해당 사건과 같은 경우가 극히 드물다고 보기는 어렵다. 국내 특정 로펌에서 억울한 성범죄 피의자들의 무고함을 입증한 다양한 사례 영상을 공개하고 있는데, 실제 의뢰인이 인터뷰 대상자로서 출연한다. 일동 수사, 재판 과정 내내 극도로 불행한 일상을 보냈다고 토로한다. https://billionlaws.com/성범죄변호사-의뢰인인터뷰/

## 같이 보기
- 화성동탄경찰서